# Baraigne
Baraigne – miejscowość i gmina we Francji, w regionie Oksytania, w departamencie Aude. W Baraigne swoje źródła ma rzeka Fresquel. 
Według danych na rok 1990 gminę zamieszkiwały 122 osoby, a gęstość zaludnienia wynosiła 26 osób/km² (wśród 1545 gmin Langwedocji-Roussillon Baraigne plasuje się na 780. miejscu pod względem liczby ludności, natomiast pod względem powierzchni na miejscu 1024.).

## Zabytki
Zabytki w Baraigne posiadające status Monument historique:
- Zamek w Baraigne
- Kościół Wniebowzięcia